# 札内川ダム
札内川ダム（さつないがわダム）は、北海道十勝総合振興局管内河西郡中札内村にある十勝川水系一級河川札内川中流部に築造されたダムである。日高山脈襟裳十勝国立公園内に位置する。

## 概要
国土交通省北海道開発局が管理を行う国土交通省直轄ダムであり、札内川の治水と灌漑および水力発電を目的とした特定多目的ダムである。
道内3位の堤高と15位の貯水量であり、十勝川水系のダムでは首位の堤高と3位の貯水量を誇る。礫河原の再生を目的として2012年より年に一度フラッシュ放流を実施している。

## 仕様
堤高：114.0 m、堤頂長：300.0 mである。日鐵セメント（室蘭市）の高炉混合セメントを使用しRCD (英: Roller Compacted Concerete for Dam) 工法によって施工された重力式コンクリートダムである。

## 目的
ダムで洪水を調節し、ダム下流域の灌漑と同時に氾濫を防除する。
- 洪水調節
- 灌漑用水 - 国営土地改良事業札内川地区
- 上水道 - 帯広市、音更町、幕別町、芽室町、池田町、中札内村、更別村
- 水力発電 - 8,000kW

## とかちリュウタン湖
総貯水容量：54,000,000 m3、常時満水位標高：EL 474.0 m、利用水深：26.5 mの人造湖である。
湖面を上空から俯瞰すると竜のように見えることから『とかちリュウタン湖』と命名。

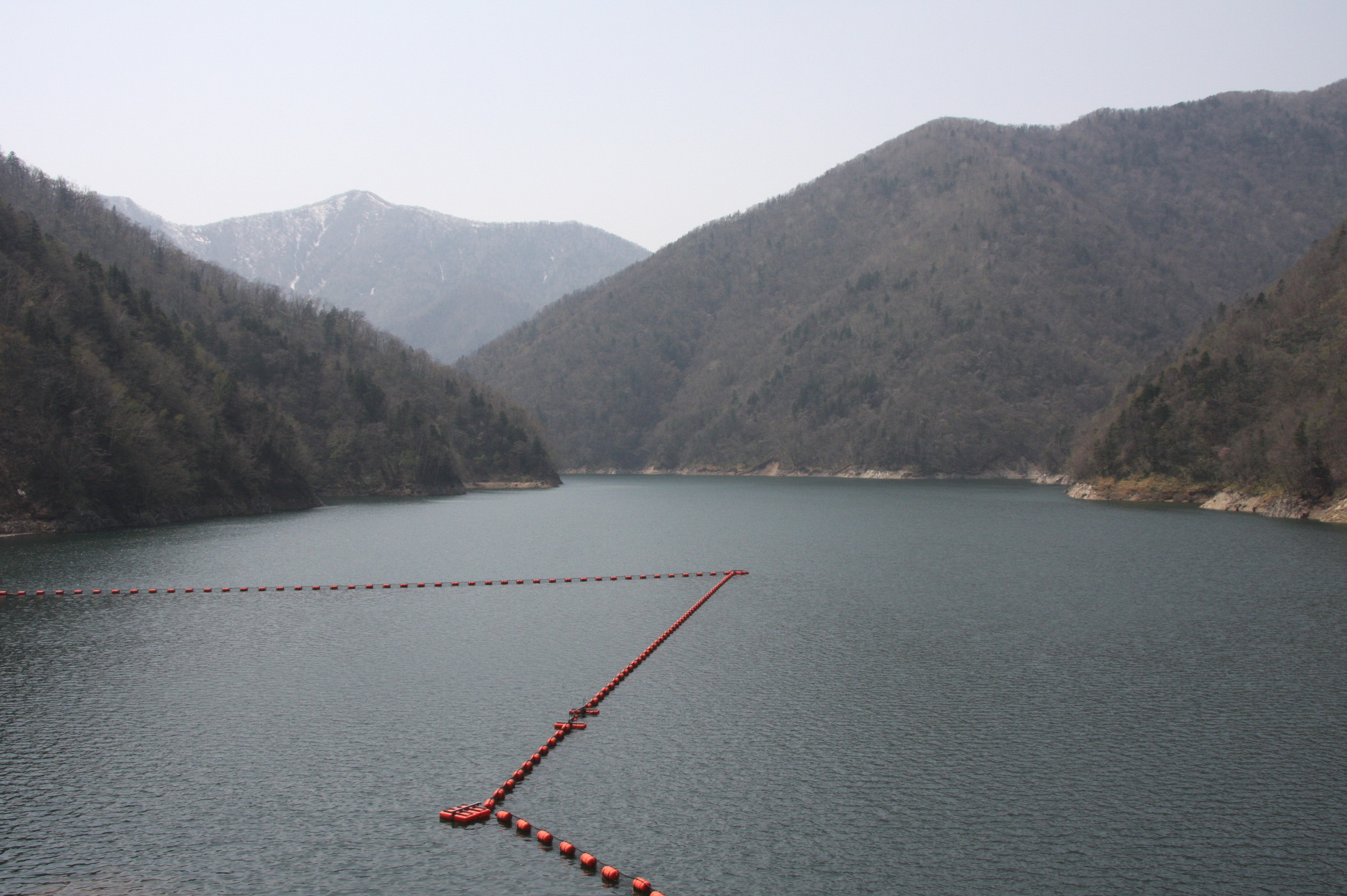
日高山脈襟裳十勝国立公園に指定されている
『とかちリュウタン湖 』（人造湖）

## 山岳・周辺
- 札内岳 - 札内川源頭
- 春別岳 - 札内川（十の沢）源頭
- カムイエクウチカウシ山 - 札内川（八ノ沢）源頭
- 十勝幌尻岳- 札内川（六ノ沢）源頭
- コイカクシュサツナイ岳- 札内川（コイカクシュサツナイ川）源頭
- 札内川園地 - ピョウタンの滝
- 日高山脈山岳センター
- 北海道道111号静内中札内線
- 花畑牧場